# Gran Premio di Gran Bretagna 2004
Il Gran Premio di Gran Bretagna 2004 è stato un Gran Premio di Formula 1 disputato l'11 luglio 2004 sul circuito di Silverstone. La gara è stata vinta da Michael Schumacher su Ferrari, davanti a Kimi Räikkönen su McLaren - Mercedes e al compagno di squadra Rubens Barrichello.

## Vigilia

### Aspetti sportivi
Il collaudatore della Williams, Marc Gené, sostituì nuovamente Ralf Schumacher, infortunatosi alla schiena nel precedente Gran Premio degli Stati Uniti; per il pilota spagnolo fu l'ultima apparizione in un Gran Premio di Formula 1.
Nella settimana precedente il Gran Premio, la Toyota annunciò di aver ingaggiato per tre anni lo stesso Ralf Schumacher; il pilota tedesco era alla Williams dal 1999.
Nelle prove di pit stop della mattina precedente il Gran Premio, le squadre equipaggiate Bridgestone (Ferrari, Jordan, Minardi e Sauber) montarono degli speciali pneumatici di colore rosso, realizzati in edizione limitata e poi battuti all'asta per sostenere l'iniziativa benefica Sport Relief.
La Minardi decise di far correre le monoposto PS04B con una livrea priva di sponsor, in segno di lutto per l'improvvisa scomparsa del proprio direttore sportivo John "Boy" Walton avvenuta il venerdì precedente la gara.

### Aspetti tecnici
Dopo le corpose novità portate in pista nel precedente Gran Premio di Francia da McLaren, Williams e Renault, a Silverstone fu la Sauber a introdurre le modifiche più consistenti sulle proprie monoposto. La scuderia elvetica montò una carrozzeria completamente rivista e molto più compatta della precedente: in particolare fu ribassata la parte posteriore delle fiancate, modifica resa possibile dall'innovativa disposizione dei pacchi radianti, a forma di V e inclinati in avanti. Sempre la Sauber poté inoltre contare sulla versione evoluta dei motori Ferrari, introdotta dalla casa italiana nel precedente Gran Premio del Canada.
Anche la BAR portò alcune novità, tra le quali un nuovo alettone anteriore e delle nuove appendici aerodinamiche nella parte terminale delle fiancate, ma entrambe le modifiche furono poi scartate per qualifiche e gara.

## Prove libere

### Resoconto
Come di consueto nelle due sessioni di venerdì BAR, Jaguar, Toyota, Jordan e Minardi schierarono in pista una terza vettura, affidata rispettivamente a Anthony Davidson, Björn Wirdheim, Ricardo Zonta, Timo Glock e Bas Leinders. Proprio Glock fu protagonista di un violento incidente durante la seconda sessione di prove, quando sulla sua monoposto si staccò improvvisamente la ruota posteriore sinistra.

### Risultati
I tempi migliori nella prima sessione di prove libere di venerdì furono i seguenti:
| Pos | Nº | Pilota             | Costruttore    | Tempo    |
| --- | -- | ------------------ | -------------- | -------- |
| 1   | 2  | Rubens Barrichello | Ferrari        | 1'19"138 |
| 2   | 1  | Michael Schumacher | Ferrari        | 1'19"214 |
| 3   | 3  | Juan Pablo Montoya | Williams - BMW | 1'19"502 |

I tempi migliori nella seconda sessione di prove libere di venerdì furono i seguenti:
| Pos | Nº | Pilota               | Costruttore        | Tempo    |
| --- | -- | -------------------- | ------------------ | -------- |
| 1   | 6  | Kimi Räikkönen       | McLaren - Mercedes | 1'18"655 |
| 2   | 11 | Giancarlo Fisichella | Sauber - Petronas  | 1'18"660 |
| 3   | 1  | Michael Schumacher   | Ferrari            | 1'19"162 |

I tempi migliori nella prima sessione di prove libere di sabato furono i seguenti:
| Pos | Nº | Pilota             | Costruttore        | Tempo    |
| --- | -- | ------------------ | ------------------ | -------- |
| 1   | 6  | Kimi Räikkönen     | McLaren - Mercedes | 1'19"315 |
| 2   | 9  | Jenson Button      | BAR - Honda        | 1'19"468 |
| 3   | 1  | Michael Schumacher | Ferrari            | 1'19"571 |

I tempi migliori nella seconda sessione di prove libere di sabato furono i seguenti:
| Pos | Nº | Pilota             | Costruttore        | Tempo    |
| --- | -- | ------------------ | ------------------ | -------- |
| 1   | 6  | Kimi Räikkönen     | McLaren - Mercedes | 1'18"280 |
| 2   | 9  | Jenson Button      | BAR - Honda        | 1'18"414 |
| 3   | 2  | Rubens Barrichello | Ferrari            | 1'18"623 |

## Qualifiche

### Resoconto
Come di consueto, le qualifiche furono divise in due sessioni di un'ora ciascuna, in entrambe delle quali i piloti disponevano di un singolo tentativo di giro lanciato. La griglia di partenza veniva determinata dai tempi della seconda sessione, nella quale i piloti scendevano in pista in ordine inverso alla classifica della prima sessione, disputata a serbatoi vuoti. In condizioni normali, effettuare il proprio tentativo per ultimi veniva considerato vantaggioso, perché permetteva di girare su un tracciato pulito e "gommato". A Silverstone, però, diversi piloti ottennero volutamente dei tempi elevati nella prima sessione, rallentando sul traguardo o, nel caso dei piloti Ferrari, simulando degli errori di guida, per poter scendere in pista nelle prime fasi della sessione decisiva ed evitare la pioggia prevista nella seconda metà della sessione stessa. In seguito a questo episodio Bernie Ecclestone tornò a proporre delle modifiche al sistema di qualifica, già messo in discussione nella prima parte della stagione.
Alla fine la sessione di qualifiche vera e propria fu disputata interamente sull'asciutto. Kimi Räikkönen conquistò la terza pole position in carriera, dimostrando la competitività della versione B della McLaren MP4/19 introdotta dal team inglese nella gara precedente. Il finlandese precedette di appena sette centesimi di secondo Rubens Barrichello. Jenson Button fece segnare il terzo tempo, seguito da Michael Schumacher, Jarno Trulli e Fernando Alonso, retrocesso però di dieci posizioni per aver cambiato il motore. Scalò quindi in sesta posizione David Coulthard, che accusava un consistente distacco nei confronti del compagno di squadra. Completarono il gruppo dei primi dieci Juan Pablo Montoya, Takuma Satō, Mark Webber e Felipe Massa. 
In fondo alla griglia, Olivier Panis fu retrocesso in diciassettesima posizione perché, mentre procedeva lentamente nel proprio giro di rientro ai box per risparmiare benzina, aveva ostacolato Felipe Massa, impegnato nel proprio giro lanciato. Giancarlo Fisichella invece non prese parte alle qualifiche, dovendo scontare una penalità di 10 posizioni sulla griglia di partenza per aver sostituito il motore.

### Risultati
| Pos | No | Pilota               | Costruttore        | Pneumatici | Pre-qualifiche | Qualifiche  | Distacco |
| --- | -- | -------------------- | ------------------ | ---------- | -------------- | ----------- | -------- |
| 1   | 6  | Kimi Räikkönen       | McLaren - Mercedes | M          | 1'21"639       | 1'18"233    |          |
| 2   | 2  | Rubens Barrichello   | Ferrari            | B          | 1'24"817       | 1'18"305    | +0"072   |
| 3   | 9  | Jenson Button        | BAR - Honda        | M          | 1'18"872       | 1'18"580    | +0"347   |
| 4   | 1  | Michael Schumacher   | Ferrari            | B          | 1'30"293       | 1'18"710    | +0"477   |
| 5   | 7  | Jarno Trulli         | Renault            | M          | 1'21"496       | 1'18"715    | +0"482   |
| 6   | 5  | David Coulthard      | McLaren - Mercedes | M          | 1'23"521       | 1'19"148    | +0"915   |
| 7   | 3  | Juan Pablo Montoya   | Williams - BMW     | M          | 1'34"386       | 1'19"378    | +1"145   |
| 8   | 10 | Takuma Satō          | BAR - Honda        | M          | 1'28"910       | 1'19"688    | +1"455   |
| 9   | 14 | Mark Webber          | Jaguar - Cosworth  | M          | 1'35"853       | 1'20"004    | +1"771   |
| 10  | 12 | Felipe Massa         | Sauber - Petronas  | B          | 1'19"317       | 1'20"202    | +1"969   |
| 11  | 4  | Marc Gené            | Williams - BMW     | M          | 1'34"981       | 1'20"335    | +2"102   |
| 12  | 16 | Cristiano da Matta   | Toyota             | M          | 1'22"507       | 1'20"545    | +2"312   |
| 13  | 15 | Christian Klien      | Jaguar - Cosworth  | M          | 1'38"648       | 1'21"559    | +3"226   |
| 14  | 19 | Giorgio Pantano      | Jordan - Cosworth  | B          | 1'21"350       | 1'22"458    | +4"225   |
| 15  | 18 | Nick Heidfeld        | Jordan - Cosworth  | B          | senza tempo    | 1'22"677    | +4"444   |
| 16  | 8  | Fernando Alonso      | Renault            | M          | 1'21"923       | 1'18"811    | +0"578   |
| 17  | 17 | Olivier Panis        | Toyota             | M          | 1'19"697       | 1'20"335    | +2"102   |
| 18  | 20 | Gianmaria Bruni      | Minardi - Cosworth | B          | 1'22"529       | 1'23"437    | +5"204   |
| 19  | 21 | Zsolt Baumgartner    | Minardi - Cosworth | B          | 1'23"116       | 1'24"117    | +5"884   |
| 20  | 11 | Giancarlo Fisichella | Sauber - Petronas  | B          | senza tempo    | senza tempo | /        |

## Gara

### Resoconto
Al via scattò bene Räikkönen, che mantenne la testa della corsa. Alle sue spalle le posizioni rimasero pressoché invariate, con il solo Takuma Satō in grado di salire in classifica ai danni di Juan Pablo Montoya. Dopo un giro Räikkönen accumulò già tre secondi e mezzo di vantaggio sugli inseguitori, capitanati da Rubens Barrichello. Il finlandese sfruttò al meglio le gomme Michelin, più rapide ad entrare in temperatura rispetto alle Bridgestone con cui era equipaggiata la Ferrari del brasiliano. Michael Schumacher, partito con una strategia sulle due soste contro le tre dei principali rivali (come anche Giancarlo Fisichella e Mark Webber), si accontentò di seguire Jenson Button da vicino, senza mai attaccarlo. Dopo tre giri, Montoya superò Sato, riprendendosi la settima posizione; in testa, dopo l'iniziale allungo di Räikkönen, la situazione si stabilizzò, con il finlandese che mantenne un vantaggio di circa tre secondi su Barrichello.
Il primo a rifornire fu Alonso, che si fermò ai box già nel corso dell'ottavo giro; un passaggio più tardi toccò a Barrichello, mentre Räikkönen, Button e Montoya rientrarono tutti ai box all'undicesimo giro. Passò quindi in testa Michael Schumacher, che incrementò il proprio ritmo e, dopo aver effettuato a sua volta il rifornimento al 15º giro, tornò in pista davanti a Räikkönen, rallentato anche da un difficile sorpasso a Sato. Il pilota della McLaren, disponendo di una vettura decisamente più leggera di quella del rivale, cominciò a tallonare Schumacher, senza però riuscire a insidiarlo. Alle loro spalle si inserirono Button, Barrichello, Fisichella (ultimo a rifornire), Montoya e Coulthard. Non ci furono avvenimenti di rilievo fino alla seconda serie di soste, aperta da Alonso al 25º passaggio, durante la quale Barrichello si riprese la terza posizione ai danni di Button. In testa alla corsa, Michael Schumacher proseguì, senza più Räikkönen a tallonarlo; la tattica delle due soste pagò anche per Fisichella, che si ritrovò in sesta posizione, alle spalle di Trulli e davanti a Montoya.
Il pilota della Renault rifornì al 32º giro, imitato cinque passaggi più tardi da Michael Schumacher, che rientrò in pista agevolmente al comando. Come dopo il primo rifornimento del tedesco, Räikkönen si fece sotto al rivale, dovendo però ancora effettuare un'ulteriore sosta, al contrario del rivale. Nel corso del 39º giro, sulla vettura di Trulli cedette la sospensione posteriore sinistra, in una curva veloce; il pilota italiano perse il controllo della monoposto, che si schiantò contro le barriere, distruggendosi. Trulli uscì illeso dall'incidente, ma la direzione gara mandò in pista la safety car. Diversi piloti, tra cui Barrichello, Button, Fisichella e Räikkönen, ne approfittarono per rifornire; il distacco tra il finlandese e Schumacher fu quindi azzerato e Räikkönen poté contare sulla maggior efficacia delle gomme Michelin a freddo.
Tuttavia, tra il pilota della McLaren e quello della Ferrari vennero a trovarsi due doppiati; quando la safety car si fece da parte, al 45º giro, Räikkönen se ne sbarazzò immediatamente, avvicinandosi in modo minaccioso a Schumacher. Il finlandese arrivò anche a due decimi dal rivale, senza però riuscire a superarlo; esaurito il momento di superiorità delle gomme Michelin, a Räikkönen non restò che accodarsi al ferrarista, difendendosi dal recupero di Barrichello. Più indietro, Fisichella insidiò il quinto posto di Montoya, che però si difese efficacemente. Non ci furono altri avvenimenti significativi e Michael Schumacher colse la decima vittoria stagionale davanti a Räikkönen, Barrichello, Button, Montoya, Fisichella, Coulthard e Webber.

### Risultati
| Pos      | No | Pilota               | Costruttore        | Pneumatici | Giri | Tempo/Ritiro e posizione al ritiro | Partenza | Punti |
| -------- | -- | -------------------- | ------------------ | ---------- | ---- | ---------------------------------- | -------- | ----- |
| 1        | 1  | Michael Schumacher   | Ferrari            | B          | 60   | 1h24'42"700                        | 4        | 10    |
| 2        | 6  | Kimi Räikkönen       | McLaren - Mercedes | M          | 60   | +2"130                             | 1        | 8     |
| 3        | 2  | Rubens Barrichello   | Ferrari            | B          | 60   | +3"114                             | 2        | 6     |
| 4        | 9  | Jenson Button        | BAR - Honda        | M          | 60   | +10"683                            | 3        | 5     |
| 5        | 3  | Juan Pablo Montoya   | Williams - BMW     | M          | 60   | +12"173                            | 7        | 4     |
| 6        | 11 | Giancarlo Fisichella | Sauber - Petronas  | B          | 60   | +12"888                            | 20       | 3     |
| 7        | 5  | David Coulthard      | McLaren - Mercedes | M          | 60   | +19"668                            | 6        | 2     |
| 8        | 14 | Mark Webber          | Jaguar - Cosworth  | M          | 60   | +23"701                            | 9        | 1     |
| 9        | 12 | Felipe Massa         | Sauber - Petronas  | B          | 60   | +24"023                            | 10       |       |
| 10       | 8  | Fernando Alonso      | Renault            | M          | 60   | +24"835                            | 16       |       |
| 11       | 10 | Takuma Satō          | BAR - Honda        | M          | 60   | +33"736                            | 8        |       |
| 12       | 4  | Marc Gené            | Williams - BMW     | M          | 60   | +34"303                            | 11       |       |
| 13       | 16 | Cristiano da Matta   | Toyota             | M          | 59   | +1 giro                            | 12       |       |
| 14       | 15 | Christian Klien      | Jaguar - Cosworth  | M          | 59   | +1 giro                            | 13       |       |
| 15       | 18 | Nick Heidfeld        | Jordan - Cosworth  | B          | 59   | +1 giro                            | 15       |       |
| 16       | 20 | Gianmaria Bruni      | Minardi - Cosworth | B          | 56   | +4 giri                            | 18       |       |
| Ritirato | 19 | Giorgio Pantano      | Jordan - Cosworth  | B          | 47   | Testacoda (16°)                    | 14       |       |
| Ritirato | 7  | Jarno Trulli         | Renault            | M          | 39   | Sospensione/incidente (8°)         | 5        |       |
| Ritirato | 21 | Zsolt Baumgartner    | Minardi - Cosworth | B          | 29   | Motore (19°)                       | 19       |       |
| Ritirato | 17 | Olivier Panis        | Toyota             | M          | 16   | Sistema antincendio                | 17       |       |

## Classifiche

### Piloti
| Pos. | Pilota               | Punti |
| ---- | -------------------- | ----- |
| 1    | Michael Schumacher   | 100   |
| 2    | Rubens Barrichello   | 74    |
| 3    | Jenson Button        | 53    |
| 4    | Jarno Trulli         | 46    |
| 5    | Fernando Alonso      | 33    |
| 6    | Juan Pablo Montoya   | 29    |
| 7    | Kimi Räikkönen       | 18    |
| 8    | Takuma Satō          | 14    |
| 8    | David Coulthard      | 14    |
| 10   | Giancarlo Fisichella | 13    |
| 11   | Ralf Schumacher      | 12    |
| 12   | Felipe Massa         | 5     |
| 12   | Olivier Panis        | 5     |
| 14   | Mark Webber          | 4     |
| 15   | Cristiano da Matta   | 3     |
| 15   | Nick Heidfeld        | 3     |
| 17   | Timo Glock           | 2     |
| 18   | Zsolt Baumgartner    | 1     |

### Costruttori
| Pos. | Team               | Punti |
| ---- | ------------------ | ----- |
| 1    | Ferrari            | 174   |
| 2    | Renault            | 79    |
| 3    | BAR - Honda        | 67    |
| 4    | Williams - BMW     | 41    |
| 5    | McLaren - Mercedes | 32    |
| 6    | Sauber - Petronas  | 18    |
| 7    | Toyota             | 8     |
| 8    | Jordan - Cosworth  | 5     |
| 9    | Jaguar - Cosworth  | 4     |
| 10   | Minardi - Cosworth | 1     |